# Ličko Petrovo Selo
Petrovoszelló (horvátul Ličko Petrovo Selo) falu Horvátországban Lika-Zengg megyében. Közigazgatásilag Plitvička Jezerához tartozik.

## Fekvése
Otocsántól légvonalban 37 km-re, közúton 62 km-re keletre, községközpontjától, Korenicától légvonalban 15 km-re közúton 20 km-re északra, az 1-es számú főúttól keletre a Plitvicei Nemzeti Park keleti szélén, a bosnyák határ mellett, a Čalopek nevű hegy alatt fekszik.

## Története
A település helyén 1772-ben még egyetlen ház sem állt, a sík füves területen bosnyák pásztorok legeltették állataikat. Az 1791-ben megkötött, az osztrák-török háborút lezáró szisztovói béke megváltoztatta a horvát–bosnyák határt is, és ez a terület a határ horvát oldalára került. A határ pontos vonalát megállapító bizottság 1795-re fejezte be munkáját. Időközben azonban megindult a Čalopek alatti szép fekvésű sík területnek a benépesülése, ahová a legtöbb család az otocsáni ezredhez tartozó területekről érkezett. Már 1792 tavaszán több határőr család települt meg itt, akik elkezdték házaik építését és a földek megművelését. Ezzel a boszniai lakosok elveszítették korábbi legelőiket. Erre még abban az évben megtámadta a török a betelepülőket, Kühn Péter otocsáni kapitány azonban vereséget mért rájuk. Ezután a határvidéken helyreállt a béke, a települést pedig az ő tiszteletére Petrovoselónak (ami magyarul Péterfalvát jelent) nevezték el. Az új határ teljes hosszában 1796-ban őrtornyokat emeltek, amelyekben a határőrök láttak el szolgálatot. Még ebben az évben Petrovoselo megkapta első pravoszláv papját Vasilije Orlićot aki hat évig végezte szolgálatát, míg 1802-ben felépítették a pravoszláv templomot. A lakosok száma dinamikusan növekedett, ezért a határőrvidék parancsnoksága 1832-ben iskola nyitását rendelte le. A következő időszakban a falu Vaganac irányában terjeszkedett, ahol az utolsó háza már elérte a Čalopek alatti Rešetar házait, míg a másik irányban összeért Željavával. 1834-ben megépült a Petrovoselot a Plješivica alatt haladó főúttal összekötő kilenc kilométeres út. 1857-ben 118 házában 1679 lakosa volt, közülük 1267 görögkeleti és 412 római katolikus. 1892-ben felépítették a mai pravoszláv templomot. 1910-ben 1063 lakosa volt, közülük 795 görögkeleti és 265 római katolikus. A trianoni békeszerződés előtt Lika-Korbava vármegye Korenicai járásához tartozott. Ezt követően előbb a Szerb-Horvát-Szlovén Királyság, majd Jugoszlávia része lett. 1991-ben a független Horvátország része lett, de szerb lakossága még az évben Krajinai Szerb Köztársasághoz csatlakozott. A horvát hadsereg 1995. augusztus 6-án a Vihar hadművelet keretében foglalta vissza a község területét. Szerb lakói nagyrészt elmenekültek. A falunak 2011-ben 104 lakosa volt.

## Lakosság
| Lakosság változása | Lakosság változása | Lakosság változása | Lakosság változása | Lakosság változása | Lakosság változása | Lakosság változása | Lakosság változása | Lakosság változása | Lakosság változása | Lakosság változása | Lakosság változása | Lakosság változása | Lakosság változása | Lakosság változása | Lakosság változása |
| ------------------ | ------------------ | ------------------ | ------------------ | ------------------ | ------------------ | ------------------ | ------------------ | ------------------ | ------------------ | ------------------ | ------------------ | ------------------ | ------------------ | ------------------ | ------------------ |
| 1857               | 1869               | 1880               | 1890               | 1900               | 1910               | 1921               | 1931               | 1948               | 1953               | 1961               | 1971               | 1981               | 1991               | 2001               | 2011               |
| 1.679              | 1.922              | 1.137              | 1.136              | 1.165              | 1.063              | 1.070              | 1.267              | 257                | 260                | 362                | 346                | 325                | 284                | 101                | 104                |

## Nevezetességei
Szent Péter és Pál apostolok tiszteletére szentelt pravoszláv temploma 1892-ben épült. 1894-ben szentelte fel Mihajlo plaški pravoszláv püspök. A II. világháború idején a partizánok felgyújtották. 1973-ban újjáépítették. Parókiájához Petrovo Selo, Željava, Novo Selo, Arapov Do és Rešetar falvak tartoznak.